# Nazzari (cognome)
Nazzari è un cognome di lingua italiana.

## Varianti
Nazareni, Nazari, Nazzaro.

## Origine e diffusione
Il cognome è tipicamente settentrionale.
Potrebbe derivare dal prenome Nazzaro.
La variante Nazzaro è meridionale.

## Persone
- Amedeo Nazzari – attore
- Evelina Nazzari – attrice
- Francesco Nazzari – giornalista